# Азиатская часть России
Азиа́тская ча́сть Росси́и, или Азиатская Россия, — расположенная в Азии часть территории Российской Федерации, на юге граничащая со странами Центральной и Восточной Азии.
По состоянию на 1 января 2023 года на территории Уральского, Сибирского и Дальневосточного федеральных округов проживало 36 808 792 человека, то есть около 25,13 % от общего населения Российской Федерации.

## Описание
Площадь макрорегиона — около 13,1 млн км², что составляет около 77 % территории современной России, а также превосходит по территории Канаду (вторую по площади страну мира), всю Европу и лишь немногим меньше Антарктиды.
По данным Всероссийской переписи населения 2002 года на территории Уральского, Сибирского и Дальневосточного федеральных округов проживало около 39,13 млн человек, то есть 27 % от общего населения РФ. В среднем плотность населения здесь заметно ниже, чем в европейской части страны, и одна из наименьших в мире — 1,9 жителя на 1 км² (средняя по РФ — 8,3). По данным Всероссийской переписи населения 2010 года на территории УрФО, СФО и ДФО проживало 37,63 млн чел.
Крупнейшие города (с населением свыше 500 тыс. человек): Новосибирск, Екатеринбург, Красноярск, Челябинск, Омск, Тюмень, Барнаул, Хабаровск, Иркутск, Владивосток, Томск, Кемерово, Новокузнецк.
Азиатскую часть России составляют четыре экономических района страны — Уральский (частично), Западно-Сибирский, Восточно-Сибирский и Дальневосточный.

## История

### Российская империя
Исторически к азиатской части России относились все земли, находившиеся за пределами некогда традиционного восточнославянского ареала расселения, обретённые с середины XVI века, после того, как Великое княжество Московское, завоевав Казанское и Астраханское ханства и расширившись за Волгу, стало Русским царством.
Дальнейшая территориально-политическая экспансия России привела к включению в её состав новых обширных земель. Согласно Энциклопедическому словарю Брокгауза и Ефрона Азиатская Россия на начало XX века состояла из Сибири (с Дальним Востоком), среднеазиатских владений (Центральная Азия) и часть Кавказского края империи (нынешнее Закавказье). Такая трактовка была принята и некоторыми зарубежными источниками — например, к азиатской России относили бакинские нефтепромыслы.

### Советский Союз
С образованием после Октябрьской революции 1917 года РСФСР, а позже — СССР, а также повышением закавказских и среднеазиатских республик и автономий до статуса союзных республик понятие азиатской России утратило прежний смысл и уступило место новому — Азиатская часть СССР. В частности, такая формулировка используется в Большой советской энциклопедии и советской профильной литературе. При этом под азиатской частью России стали иметь в виду лишь находящуюся в Азии часть территории РСФСР.

### Российская Федерация
После образования Российской Федерации термин также продолжил использоваться и стал обозначать совокупность регионов, расположенных к востоку от Уральских гор. Часто современные источники пишут термин со строчной, а не с заглавной буквы, тем самым утверждая его сугубо географический характер.
В энциклопедиях иногда встречаются и особые варианты — к примеру, в «Истории Отечества» употребляется понятие «Азиатская территория Российской Федерации». Иногда, особенно в зарубежных источниках, под азиатской Россией понимается Сибирь с включением в её пределы российского Дальнего Востока и восточной части Урала.
- Сибирский федеральный округ
Сибирь в географическом смысле
Азиатская Россия
- Азиатская часть нынешней России: Уральский экономический район (частично) Западно-Сибирский экономический район Восточно-Сибирский экономический район Дальневосточный экономический район